# Distrofia muscular oculofaríngea
La distrofia muscular oculofaringea (DOF) es una enfermedad muscular hereditaria que pertenece al grupo de las distrofias musculares y provoca debilidad progresiva de los músculos situados en las proximidades de los ojos y la garganta.

## Historia
La primera descripción fue realizada en el año 1915 en Canadá.

## Síntomas

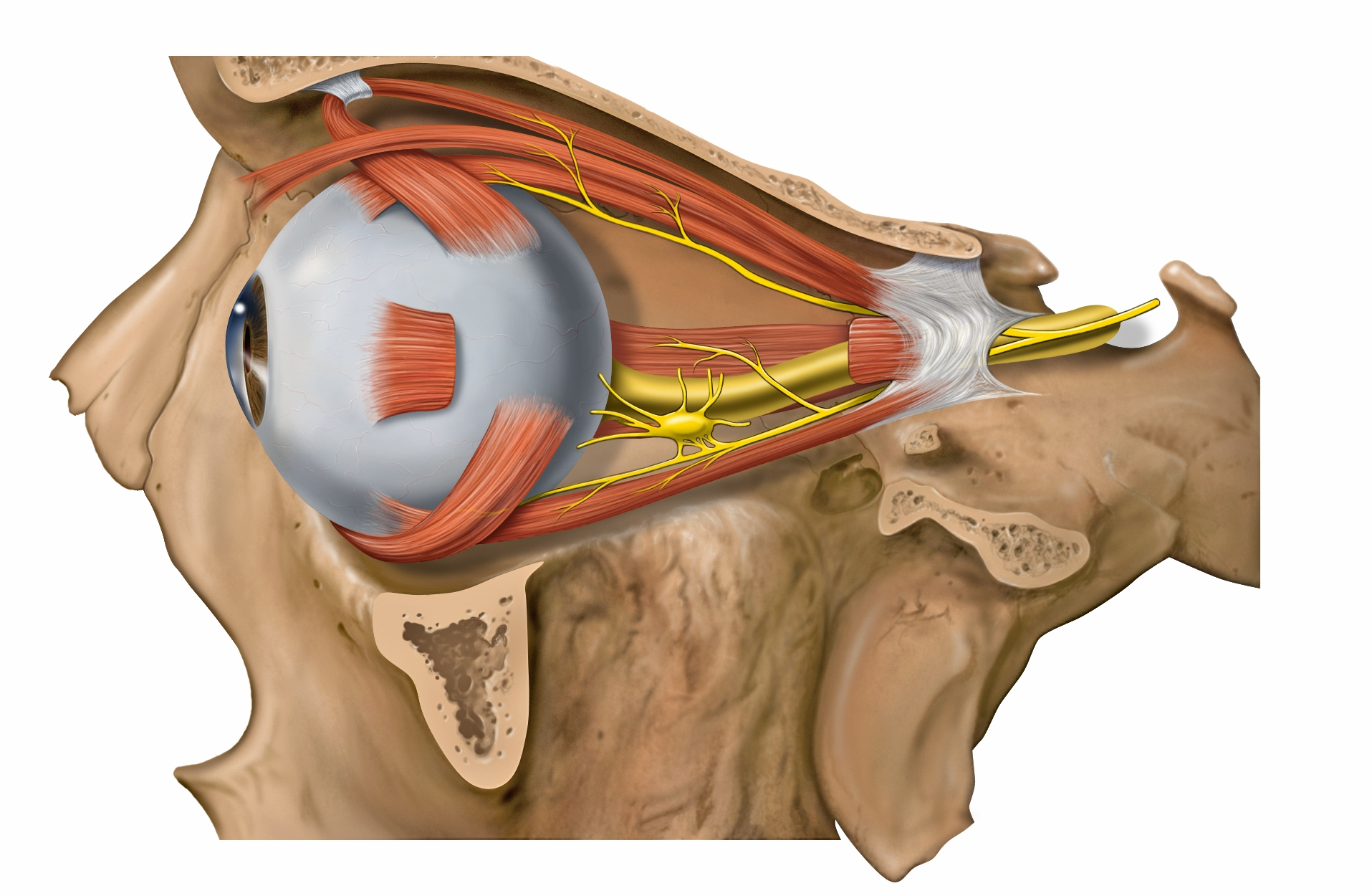
Músculos extraoculares en el ojo izquierdo (vista lateral).

Los síntomas se inician a partir de los 40 años y consisten en debilidad progresiva de los músculos de la cara y próximos a la garganta. Ello ocasiona caída de los párpados y dificultad para tragar (disfagia). Posteriormente puede aparecer visión doble, dificultad para dirigir la mirada y debilidad en los músculos del cuello y hombros. En ocasiones existe afectación de la musculatura de las extremidades que provoca dificultad para caminar, subir escaleras, arrodillarse etc. En los casos más graves, tras varias décadas de evolución, es necesario utilizar una silla de ruedas para realizar desplazamientos. La expectativa de vida no está disminuida.

## Genética y herencia
El mal es hereditario según un patrón autosómico dominante, lo que significa que el hijo de un paciente afectado tiene un 50% de probabilidades de presentar la enfermedad.
La causa es una anomalía genética situada en el cromosoma 14 humano.
En el año 1998 se descubrió que los pacientes afectados presentaban una expansión anormal del microsatélite GCG localizado en el gen PABPN1 del cromosoma 14q11. El alelo normal de este gen contiene 6 repeticiones del triplete GCG, sin embargo los enfermos poseen un alelo expandido que contiene entre 8 y 13 repeticiones de dicha secuencia. La determinación de esta mutación es actualmente el procedimiento diagnóstico habitual en los casos sospechosos.

## Tratamiento
Actualmente no existe tratamiento específico que pueda curar la afección, pero se pueden utilizar diferentes métodos terapéuticos para mejorar la calidad de vida de las personas afectadas.